# Iglesia de San Teodoro (Pavía)
San Teodoro es una iglesia católica de estilo románico en el centro de la ciudad de Pavía, Italia.

## Historia
Una iglesia en el sitio está documentada desde el año 752. La parroquia se cita en documentos de mediados del siglo XIII. Inicialmente, la iglesia estaba dedicada a Santa Inés, pero en el año 1000, se dedicó a san Teodoro, obispo de Pavía que murió en 778. El cuerpo de la santa, que es el protector de los pescadores y trabajadores en el río Tesino, se encuentra en el altar mayor.

## Descripción

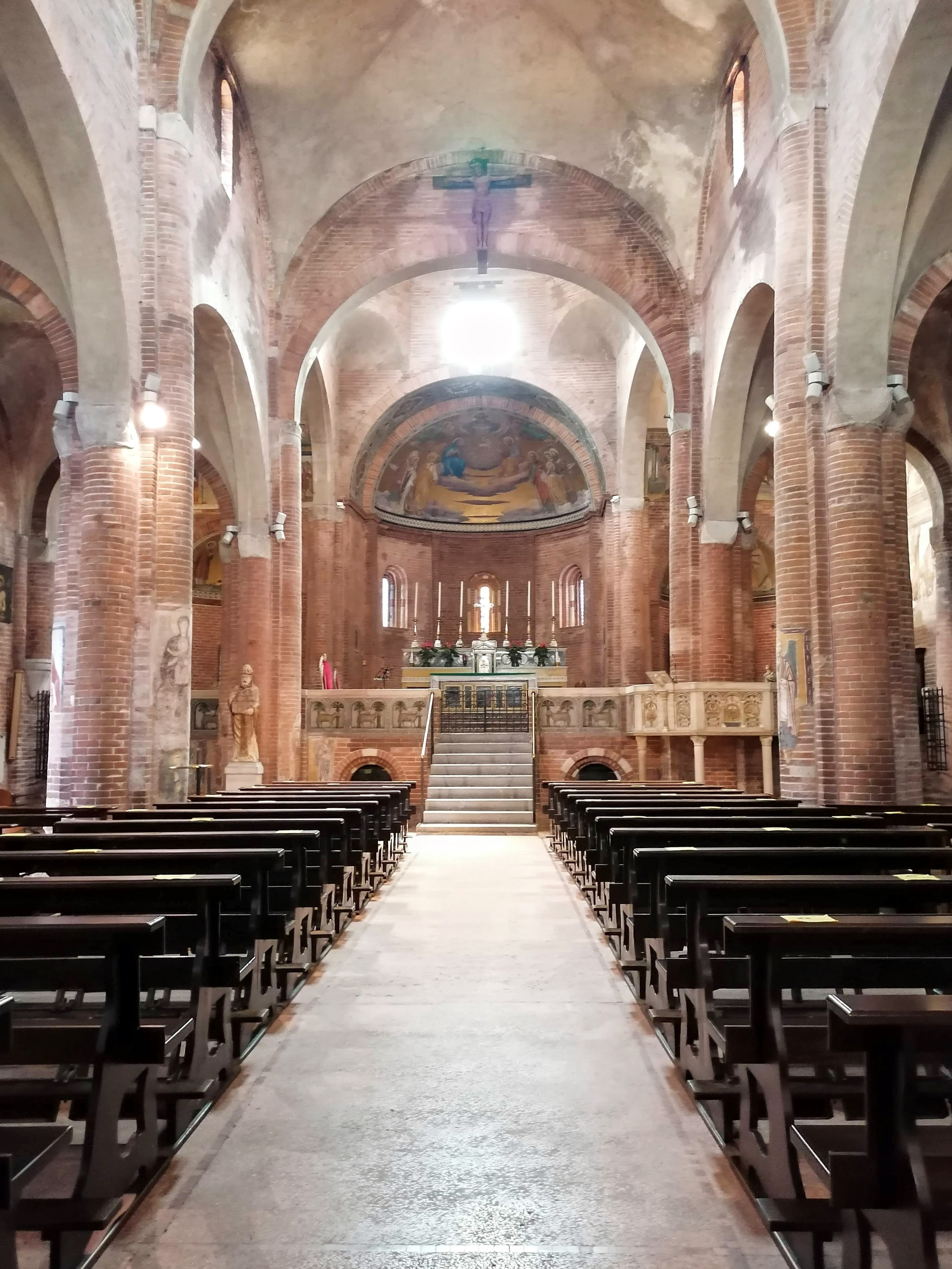
Interior.

San Teodoro fue construido en estilo románico tardío en ladrillo lombardo entre los siglos XII y XIII. Tiene planta basilical con tres ábsides, de los cuales el central es más profundo, dividido en tres naves de tres tramos cada una, con el crucero que acabamos de mencionar. La nave central tiene el doble de anchura que las laterales. La cubierta es a veces de bóvedas de crucería apoyadas sobre pilares cruciformes de tipo románico que no están perfectamente alineados. Los vanos correspondientes al crucero tienen bóveda de cañón. Sobre el crucero se encuentra la cúpula, dividida en una parte inferior, formada por una galería de arcos sobre columnas, y una superior de menores dimensiones. El conjunto está presidido por una linterna de techo. En el lado sur se encuentran la sacristía y el campanario de mediados del siglo XVI.
En la fachada hay numerosas placas de cerámica árabe o bizantina también presentes en otras iglesias románicas de Pavía, como la Basílica de San Pietro in Ciel d'Oro. El presbiterio se levanta sobre la cripta que data del siglo XIII. En el crucero sur hay frescos de las Historias de Sant'Agnese, obra realizada hacia 1519 por un desconocido artista lombardo (definido por la crítica como el Maestro de las Historias de Sant'Agnese) que se caracteriza por un estilo poco Lombardo y muy influido por la escuela de Ferrara, tanto por la cultura como por el clasicismo de la Italia central.
En la pared izquierda del crucero se encuentra el fresco que representa el ciclo de las historias de San Teodoro, realizado por un artista lombardo anónimo en 1514 como parte de la renovación de la decoración de la iglesia por encargo de Luchino Corti, como lo atestigua la inscripción. colocado en el marco superior.
El ciclo está compuesto por 12 paneles, dispuestos en tres bandas con escenas descritas con gran detalle. Cada episodio va acompañado de una leyenda colocada debajo de la pintura. El ciclo se basa en la tradición de que Teodoro salvador de la ciudad lombarda, sitiada en vano por Carlomagno ya que fue protegida con milagros por su obispo. Teodoro, de hecho, hizo crecer las aguas del Tesino, inundando el campamento de los francos y obligando a Carlomagno a abandonar el asedio. En realidad, las cosas no fueron así y Carlomagno conquistó Pavía.
Frente a la cripta hay una estatua de mármol policromado de San Teodoro que data del siglo XIV, que lleva la representación simbólica de la ciudad de Pavía. En los pilares de la iglesia hay numerosos frescos votivos del siglo XIII.

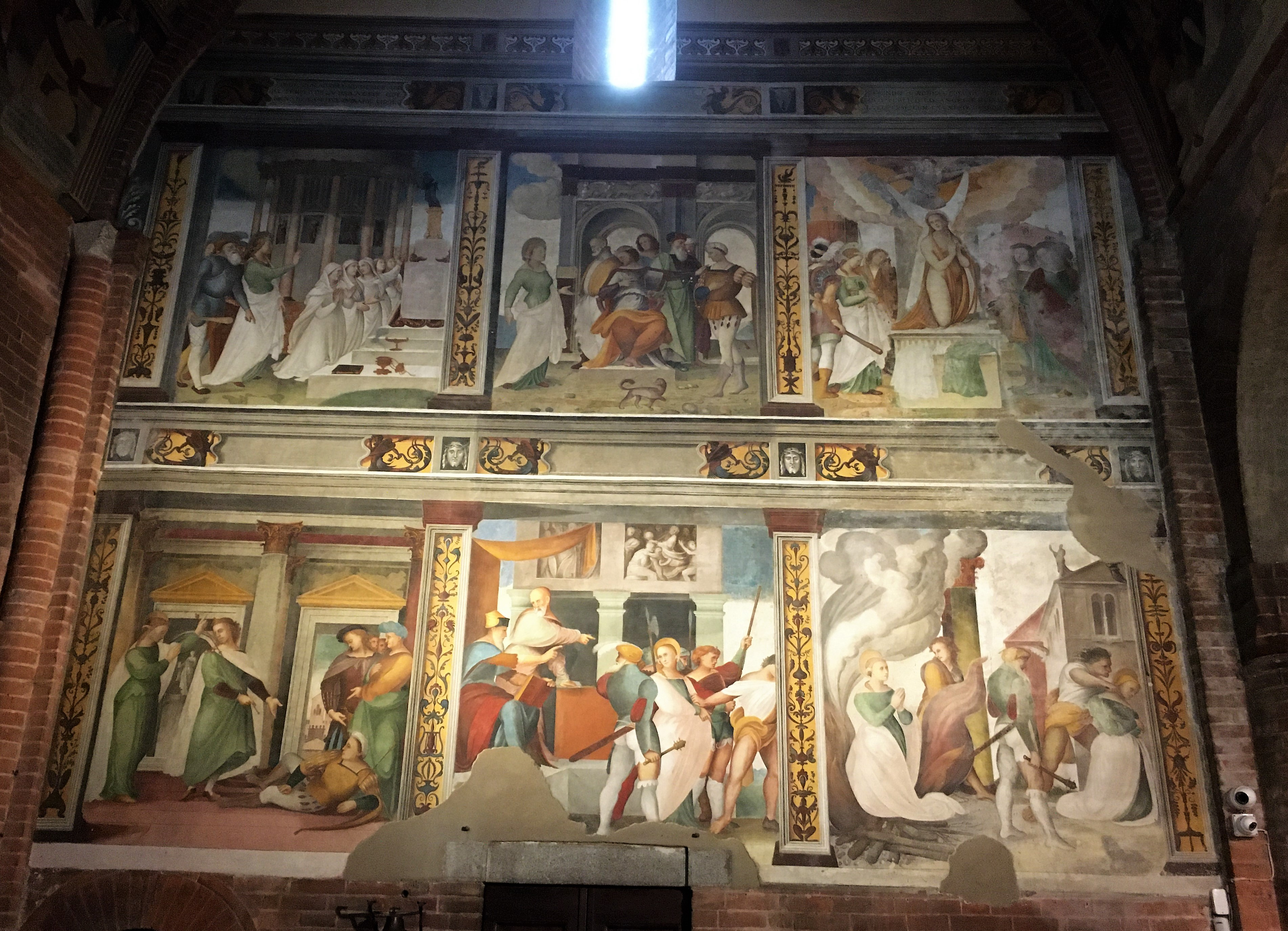
Maestro de las historias de Sant'Agnese, Historias de Santa Inés (1519).
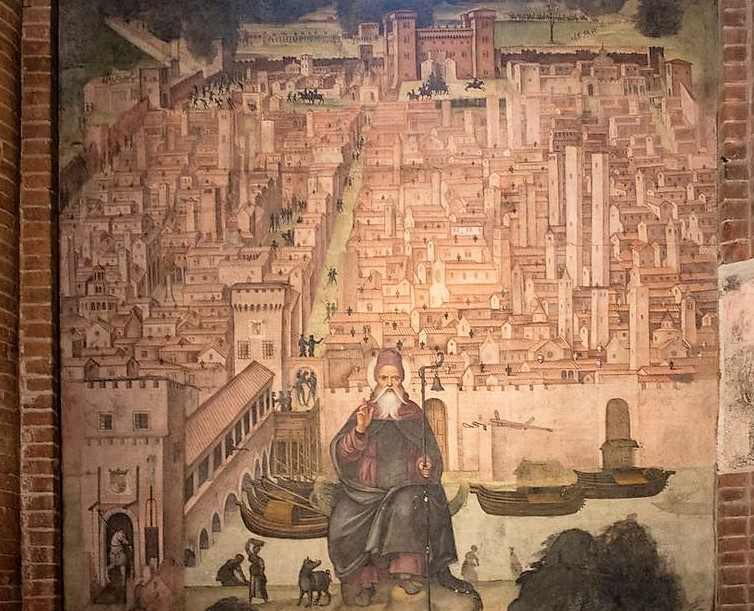
Vista de Pavía durante el asedio de 1522, exvoto cívico (1522-24).
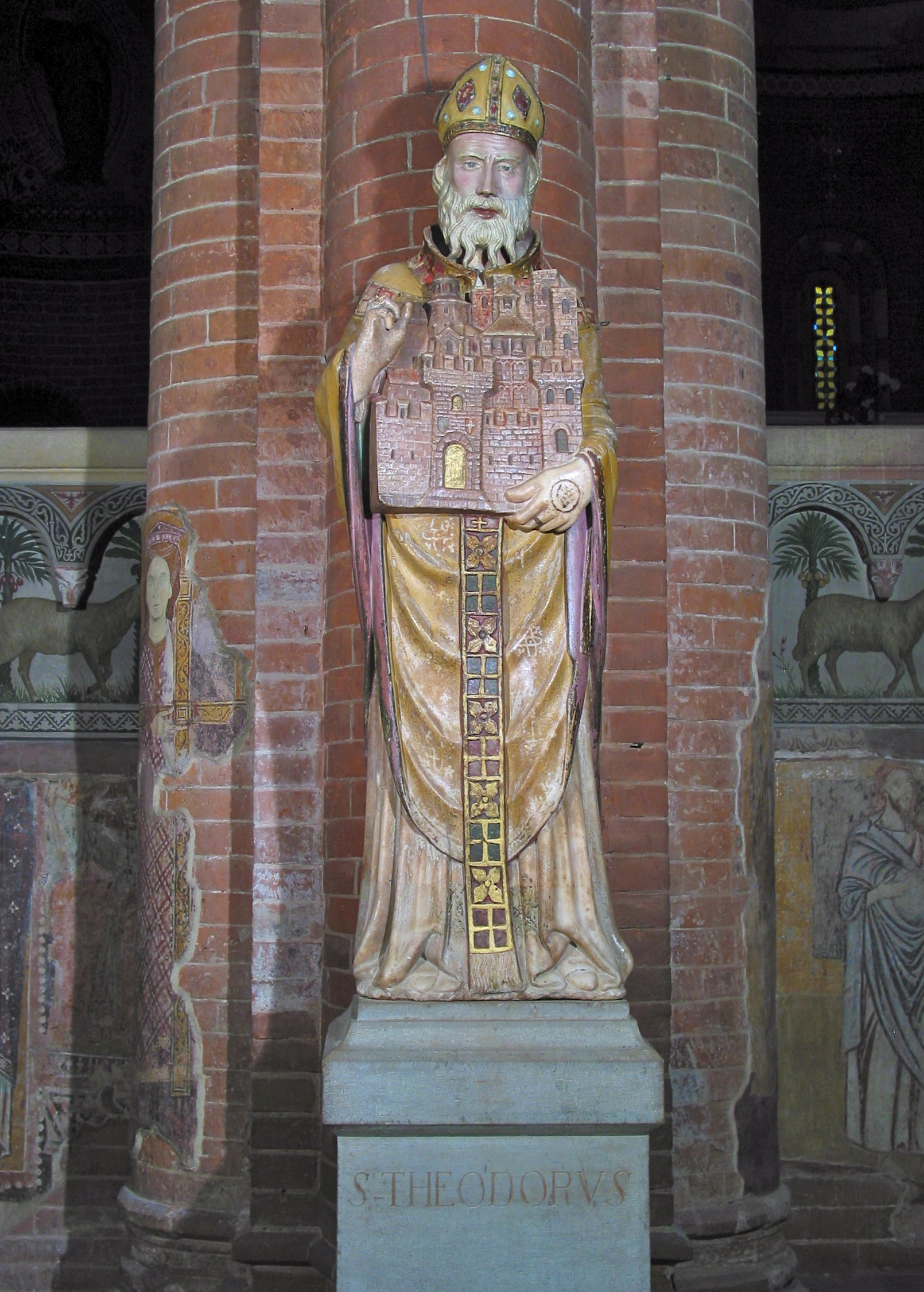
Estatua de San Teodoro, mármol pintado, siglo XIV.
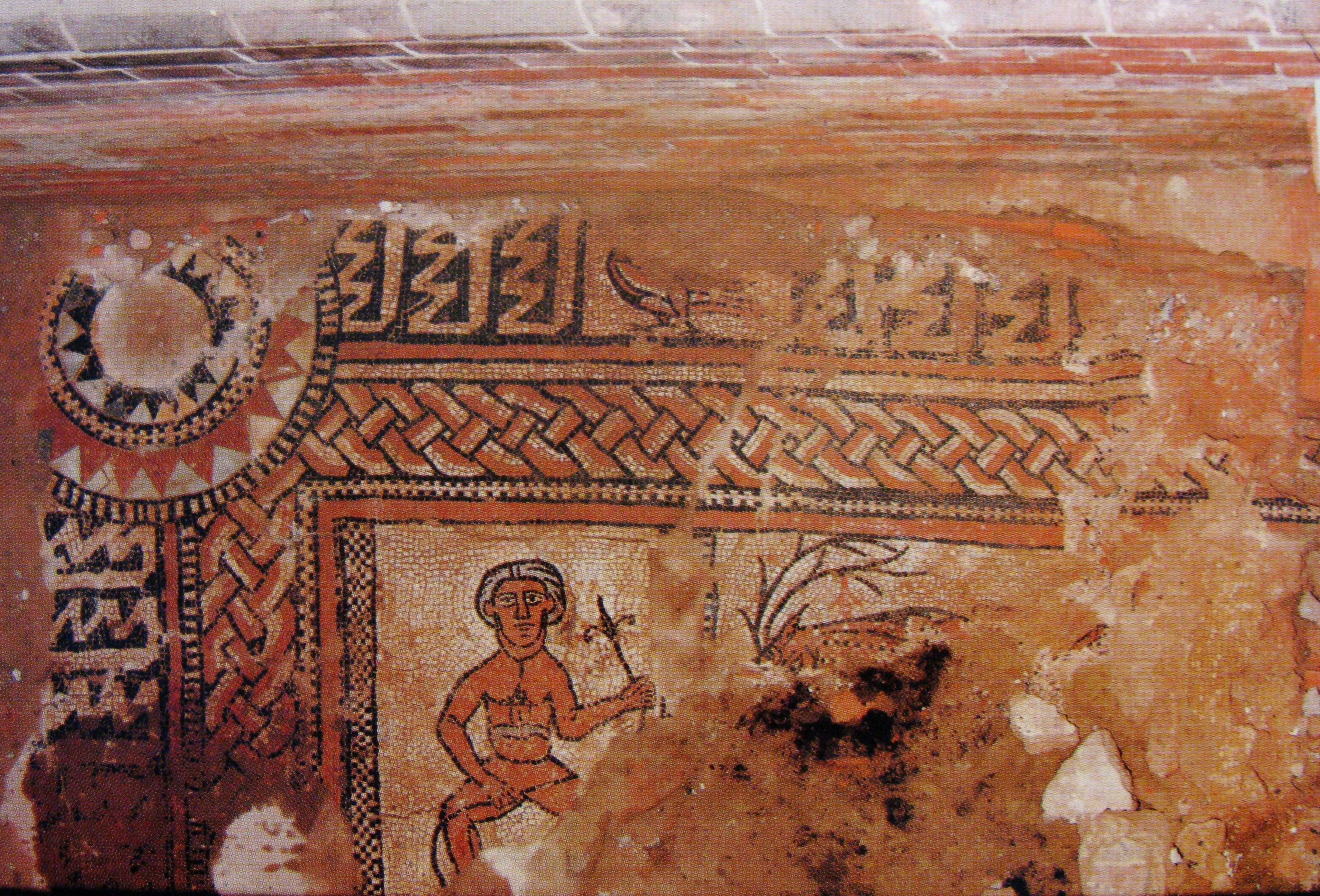
El mosaico (siglo XII).
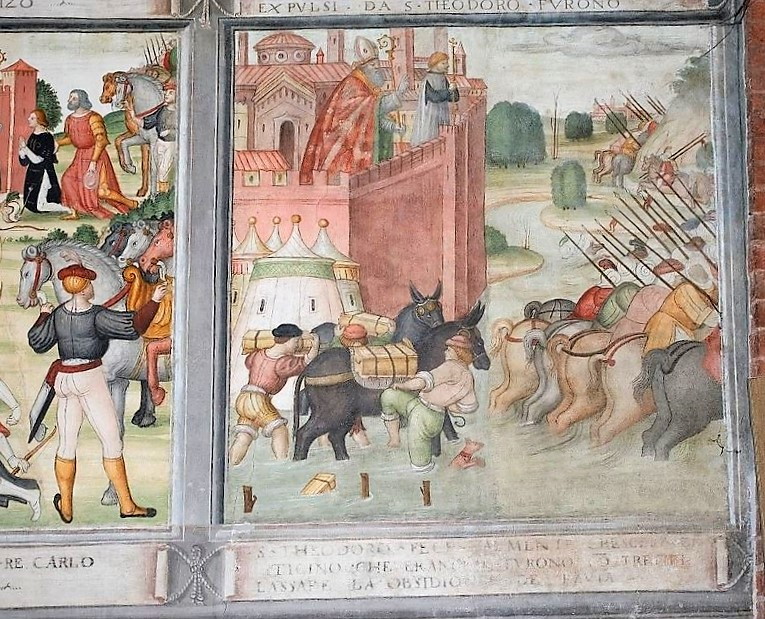
Anónimo lombardo, Historias de San Teodoro (1514), Carlomagno se ve obligado a abandonar el sitio de Pavía (detalle).
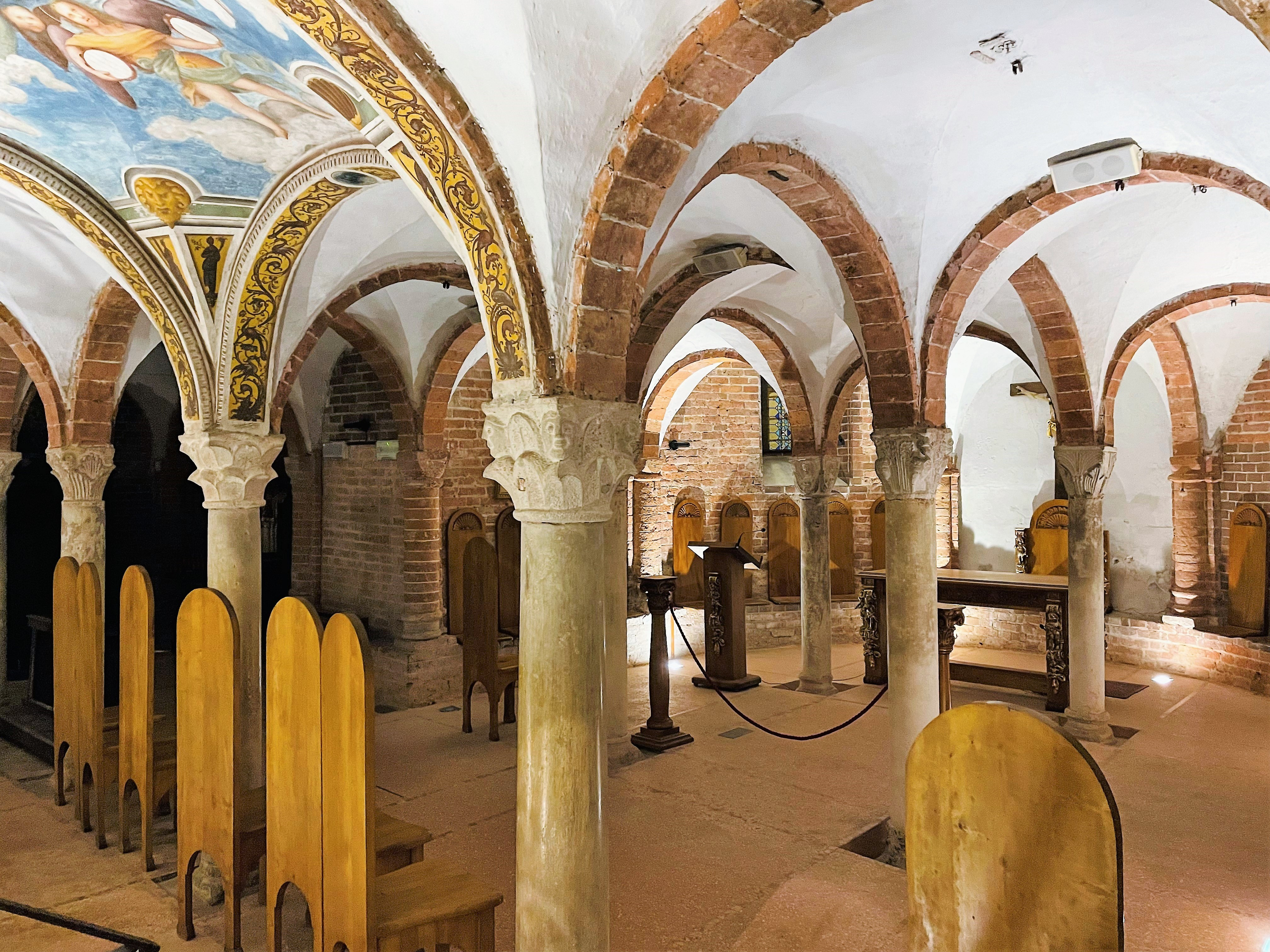
La cripta.

En el primer tramo de la nave lateral izquierda, detrás del baptisterio, hay dos vistas de Pavía, la primera, completada, fue rota y devuelta al lienzo en 1956, ya que durante las restauraciones se descubrió que ocultaba un segundo fresco inacabado ( con el mismo tema). Las vistas fueron encargadas por el párroco Giovanni Luchino Corti como exvoto cívico por la victoria en el sitio de 1522 (en ese año la ciudad fue sitiada por los franceses, que sin embargo fueron derrotados) y fueron, quizás, realizadas por Bernardino Lanzani o por un artista lombardo anónimo (definido por la crítica como Maestro de las Historias de Sant'Agnese) entre 1522 y 1524. La ciudad está representada de manera realista, se pueden observar los principales edificios de Pavía, mientras se combaten las murallas también representado. En el centro destaca la figura de San Antonio el Grande (propietario de la capilla y protector del arrabal de Pavía situado más allá del Tesino) mientras que en el cielo, sobre la ciudad, están las figuras del Padre Eterno, el San Siro, Teodoro y Agustín. Mientras que el techo de la capilla está pintado al fresco con grutescos de tema arqueológico y sacro a la vez, entre ellos la Adoración de los Reyes Magos.
En 1998, durante las obras de reconstrucción del sistema de calefacción, en el primer tramo de la nave lateral derecha se descubrió un mosaico del siglo XII con escenas rodeadas de bandas con motivos decorativos e iconográficos propios del repertorio románico. El mosaico pudo haber sido tapado debido a intervenciones por el hundimiento del suelo que se produjo en esta parte de la iglesia.